# 逐個捉
《逐個捉》  是香港無綫電視1981年拍攝的電視連續劇，全劇共10集，監製杜琪峰、霍耀良。主要演員有夏雨、鄭裕玲、李司棋、石堅、鄧碧雲、林嘉華、馮淬帆、張國強等。

## 故事大綱
莊志仁 ( 石堅飾 ) 乃香港電影業鉅子，風度翩翩，剛從外地旅遊後的他，準備親自監製一新影片。性感女星夏琳琳 ( 鄭裕玲飾 ) 、新進武俠片演員戴馬素 ( 林嘉華飾 ) 、娛樂記者蒙妮坦 ( 馮粹帆飾 ) 、女導演倪金花 ( 鄧碧雲飾 ) 及息影紅星白芙蓉 ( 李司棋飾 ) 等均風聞而至，欲在志仁身上找得利益，紛紛要求約見。
在志仁的律師安排下，眾人獲邀請到位於離島的別墅度假。而私家偵探包查禮( 夏雨飾 ) 為了替包租婆向志仁追討欠薪，也湊興而來。而妮坦更懷疑志仁勾引其妻，所以特別帶備各種殺人工具，準備於別墅內殺害志仁，一雪奪妻之恨。
豈料眾人到達別墅後，發覺大屋內不時傳出陣陣怪聲，而更離奇的是志仁竟突然不知所終，荒島上眾人本已各懷鬼胎，現在更加疑神疑鬼，人心惶惶…
本劇劇情與已故英國小說家阿加莎·克里斯蒂經典名著《一個都不留》的意念極為相似。

## 演員表
- 石　堅 飾 莊志仁
- 鄭裕玲 飾 夏琳琳
- 李司棋 飾 白芙蓉
- 夏　雨 飾 包查禮
- 黃曼梨 飾 楊鐵令
- 鄧碧雲 飾 倪金花
- 林嘉華 飾 戴馬素
- 馮淬帆 飾 蒙妮妲
- 張國強 飾 彈弓仔
- 陳立品 飾 慈　姑
- 俞　明 飾 戴脊廣
- 盧海鵬 飾 導　演
- 劉國誠 飾 水　手
- 黃文慧 飾 孫露絲
- 秦　沛 飾 莊定先
- 陳柏燊 飾 侍　者
- 陳復生 飾 莊曉彤
- 南　紅 飾 莊太太
- 周　吉 飾 賊　人
- 何廣林 飾 賊　人

## 電視節目的變遷
| 英屬香港無綫電視翡翠台 星期一至五 20.30-21.30 | 英屬香港無綫電視翡翠台 星期一至五 20.30-21.30 | 英屬香港無綫電視翡翠台 星期一至五 20.30-21.30 |
| --------------------------------------------- | --------------------------------------------- | --------------------------------------------- |
|                                               | 逐個捉 (1981.11.2-1981.11.13)                 |                                               |
| 前路 (1981.10.5-1981.10.30)                   | 女黑俠木蘭花 (1981.11.16-1981.12.11)          |                                               |